# Gare de Froncles
Pour les articles homonymes, voir Froncles (homonymie).
La gare de Froncles est une gare ferroviaire française de la ligne de Blesme - Haussignémont à Chaumont, située sur le territoire de la commune de Froncles, dans le département de la Haute-Marne en région Grand Est. 
C'est une halte voyageurs de la Société nationale des chemins de fer français (SNCF) desservie par des trains TER Grand Est.

## Situation ferroviaire
Établie à 219 mètres d'altitude, la gare de Froncles est située au point kilométrique (PK) 281,117 de la ligne de Blesme - Haussignémont à Chaumont, entre les gares de Gudmont et de Vignory.

## Fréquentation
Selon les estimations de la SNCF, la fréquentation annuelle de la gare figure dans le tableau ci-dessous
.
| Année     | 2015   | 2016   | 2017   | 2018   | 2019   | 2020   | 2021   | 2022   | 2023   | 2024   |
| --------- | ------ | ------ | ------ | ------ | ------ | ------ | ------ | ------ | ------ | ------ |
| Voyageurs | 33 672 | 32 376 | 34 600 | 33 271 | 36 457 | 37 461 | 44 133 | 46 809 | 51 324 | 54 688 |

## Service des voyageurs

### Accueil
Halte SNCF, c'est un point d'arrêt non géré (PANG) à accès libre. Elle est équipée d'automates pour l'achat de titres de transport.
La traversée des voies et le passage d'un quai à l'autre s'effectue par un souterrain.

### Desserte
Froncles est desservie par les trains TER Grand Est qui effectuent des missions entre les gares de Saint-Dizier et de Chaumont.

### Intermodalité
Le stationnement des véhicules est possible à proximité. Elle est desservie par des cars TER Grand Est de la ligne Joinville - Chaumont.